# Quella strana ragazza che abita in fondo al viale
Quella strana ragazza che abita in fondo al viale (The Little Girl Who Lives Down the Lane) è un film del 1976 diretto da Nicolas Gessner.
La pellicola è stata sceneggiata da Laird Koenig, basandosi sull'omonimo romanzo da lui stesso scritto e pubblicato nel 1974.

## Trama
Il poeta inglese Lester Jacobs, dopo essere stato abbandonato dalla moglie, affitta una villetta nel Maine; lì si stabilisce con la figlia tredicenne Rynn, alla quale garantisce un conto in banca per tre anni; un giorno però si allontana verso l'oceano, togliendosi la vita. La figlia da allora conduce una vita malinconica e solitaria. Quando viene raggiunta dalla madre che non vedeva e sentiva da anni le offre del tè avvelenato, come suggeritole dal padre prima del suo suicidio e, una volta morta, nasconde il suo cadavere in cantina.
Col tempo Rynn suscita la curiosità della signora Hallet, la proprietaria che, troppo invadente, scopre il cadavere ma scivola nella botola della cantina e muore. Nel frattempo Rynn deve far fronte alle intrusioni del figlio della Hallet, maniaco sessuale. Diffidente nei confronti del sergente Miglioriti, poliziotto che vorrebbe aiutarla, la giovane fa amicizia con il nipote del poliziotto, Mario, un ragazzo con cui stringe una relazione sentimentale e anche un patto: infatti egli l'aiuta a liberarsi dei due corpi e della macchina della signora Hallet.
Dopo che Mario viene ricoverato all'ospedale per una polmonite, Rynn viene intercettata in casa sua dal figlio della Hallet, il maniaco, che, avendo scoperto la colpevolezza di Rynn, cerca di ricattarla. Ma Rynn prepara del tè, mettendo del cianuro nella propria tazza, sapendo che Hallet non fidandosi di lei le chiederà di scambiare le due tazze. Infatti il giovane, sospettoso, insiste per lo scambio delle tazze, e muore avvelenato.

## Colonna sonora
Fa parte della colonna sonora il Concerto per pianoforte e orchestra n.1 in Mi minore op. 11 di Chopin.

## Riconoscimenti
Nel 1978 il film ebbe 5 candidature al premio Academy of Science Fiction, Fantasy & Horror Films, conseguendo il Saturn Award come miglior film, per Martin Sheen come miglior attore protagonista e per Jodie Foster come miglior attrice protagonista.

## Curiosità
Nel corso del doppiaggio del film in lingua francese, che la Foster parlava fluentemente, l'attrice non si sentì bene e chiese di poter andare in bagno. Gessner, che dirigeva anche il doppiaggio, continuò a chiedere di ridire la battuta, sinché la Foster gli vomitò letteralmente in faccia. 